# 사춘기의 에피소드 목록
아래는 MBC에서 방영된 《사춘기》의 에피소드 목록이다.

## 시리즈 개요
| 기수 | 기수 | 방송 횟수 | 방영 기간       | 방영 기간       |
| 기수 | 기수 | 방송 횟수 | 시즌 시작       | 시즌 종료       |
| ---- | ---- | --------- | --------------- | --------------- |
|      | 1    | 106회     | 1993년 4월 15일 | 1995년 2월 16일 |
|      | 2    | 69회      | 1995년 3월 9일  | 1996년 8월 14일 |

## 방영 목록

### 시즌 1

#### 1993년
| 회차   | 방송 일자 | 부제 (서브 타이틀)            | 비고 |
| ------ | --------- | ----------------------------- | ---- |
| 제1회  | 4월 15일  | 가끔은 주목받는 인생이고 싶다 |      |
| 제2회  | 4월 22일  | 남자 대 남자                  |      |
| 제3회  | 4월 29일  | 육체미 소동                   |      |
| 제4회  | 5월 6일   | 엄마에게 바치는 노래          |      |
| 제5회  | 5월 13일  | 아들의 연인                   |      |
| 제6회  | 5월 20일  | 시험 공포 증후군              |      |
| 제7회  | 6월 2일   | 비극의 주인공처럼             |      |
| 제8회  | 6월 3일   | 여자를 느낄 때                |      |
| 제9회  | 6월 9일   | 인내는 쓰고...                |      |
| 제10회 | 6월 10일  | 열매도 쓰다?                  |      |
| 제11회 | 6월 16일  | 착각은 자유                   |      |
| 제12회 | 6월 17일  | 삼각 질투                     |      |
| 제13회 | 6월 23일  | 어디론가 떠나고 싶다          |      |
| 제14회 | 6월 24일  | 나는 사춘기 엄마는 갱년기     |      |
| 제15회 | 6월 30일  | 먹기위해 산다                 |      |
| 제16회 | 7월 1일   | 남매는 용감했다               |      |
| 제17회 | 7월 7일   | 꽃돼지 만세~!                 |      |
| 제18회 | 7월 8일   | 부드러운 남자                 |      |
| 제19회 | 7월 14일  | 시인이 되는 길                |      |
| 제20회 | 7월 15일  | 짝사랑을 아시나요?            |      |
| 제21회 | 7월 21일  | 함께 살며 사랑하며            |      |
| 제22회 | 7월 22일  | 함께 살며 사랑하며            |      |
| 제23회 | 7월 28일  | 피서지에서 생긴 일            |      |
| 제24회 | 7월 29일  | 피서지에서 생긴 일            |      |
| 제25회 | 8월 4일   | 한 여름 밤의 불청객           |      |
| 제26회 | 8월 5일   | 한 여름 밤의 불청객           |      |
| 제27회 | 8월 11일  | 별을 노래하는 마음으로        |      |
| 제28회 | 8월 12일  | 별을 노래하는 마음으로        |      |
| 제29회 | 8월 19일  | 환상의 섬                     |      |
| 제30회 | 8월 20일  | 환상의 섬                     |      |
| 제31회 | 8월 25일  | 엽서 한 장                    |      |
| 제32회 | 8월 26일  | 여자 같은 남자                |      |
| 제33회 | 9월 1일   | 친구는 영원하다               |      |
| 제34회 | 9월 2일   | 엄마의 아들                   |      |
| 제35회 | 9월 8일   | 젊은 기타리스트의 꿈          |      |
| 제36회 | 9월 9일   | 음악은 떠나가고               |      |
| 제37회 | 9월 15일  | 오해와 편견                   |      |
| 제38회 | 9월 16일  | 작은 거인                     |      |
| 제39회 | 9월 22일  | 가을엔 떠나지 마세요          |      |
| 제40회 | 9월 23일  | 엄마의 반지                   |      |
| 제41회 | 10월 6일  | 그냥 막 허무할 땐             |      |
| 제42회 | 10월 7일  | 20년 후, 내 모습은            |      |
| 제43회 | 10월 13일 | 가을 편지                     |      |
| 제44회 | 10월 14일 | 엽서 신청 비결                |      |
| 제45회 | 10월 21일 | 영어 선생님 휘트니 정         |      |
| 제46회 | 10월 28일 | 새벽은 살아 있다              |      |
| 제47회 | 11월 4일  | 말 한 마디 가슴에 상처 되어   |      |
| 제48회 | 11월 11일 | 선생님, 장가 가세요           |      |
| 제49회 | 11월 25일 | 골목길                        |      |
| 제50회 | 12월 2일  | 마른 나뭇가지처럼             |      |
| 제51회 | 12월 9일  | 마지막 컨닝                   |      |
| 제52회 | 12월 23일 | 죽음과 소녀                   |      |

#### 1994년
| 회차   | 방송 일자 | 부제 (서브 타이틀)                       | 비고            |
| ------ | --------- | ---------------------------------------- | --------------- |
| 제53회 | 1월 6일   | 신라를 빚는 사람들                       |                 |
| 제54회 | 1월 13일  | 만파 식적을 찾아서                       |                 |
| 제55회 | 1월 20일  | 동생이 생긴다면                          |                 |
| 제56회 | 1월 27일  | 또 하나의 별이 지면                      |                 |
| 제57회 | 2월 3일   | 성교육 제1장                             |                 |
| 제58회 | 2월 17일  | 마지막 수업                              |                 |
| 제59회 | 2월 24일  | 변치 말자                                |                 |
| 제60회 | 3월 3일   | 3학년 1반                                |                 |
| 제61회 | 3월 10일  | 누군가를 미워하면                        |                 |
| 제62회 | 3월 17일  | 스트레스여, 안녕                         |                 |
| 제63회 | 3월 24일  | 아버지의 용돈                            |                 |
| 제64회 | 3월 31일  | 누나는 작지만                            |                 |
| 제65회 | 4월 7일   | 봄, 질투 그리고 짝사랑                   |                 |
| 제66회 | 4월 14일  | 전학생의 비밀                            |                 |
| 제67회 | 4월 21일  | 입영 열차안에서                          |                 |
| 제68회 | 4월 28일  | 봄 바람                                  |                 |
| 제69회 | 5월 5일   | 액땜                                     |                 |
| 제70회 | 5월 12일  | 세상 사람들이 뭐라 해도 우리 선생님은... |                 |
| 제71회 | 5월 19일  | 내 인생의 주인공                         |                 |
| 제72회 | 5월 26일  | 믿음에 관하여                            |                 |
| 제73회 | 6월 2일   | 긴머리 소녀                              |                 |
| 제74회 | 6월 9일   | 모내기 소동                              |                 |
| 제75회 | 6월 16일  | 아픈 만큼 성숙해지고...                  |                 |
| 제76회 | 6월 23일  | 6월이 오면...                            |                 |
| 제77회 | 6월 30일  | 내기와 도박                              |                 |
| 제78회 | 7월 7일   | 성적순                                   |                 |
| 제79회 | 7월 14일  | 사랑과 우정 사이                         |                 |
| 제80회 | 7월 21일  | 아직은...                                |                 |
| 제81회 | 8월 4일   | 동행                                     | 여름방학특집(1) |
| 제82회 | 8월 11일  | 산지기와 백로                            | 여름방학특집(2) |
| 제83회 | 8월 25일  | 간이역                                   | 여름방학특집(3) |
| 제84회 | 9월 1일   | 음악 캠프                                | 여름방학특집(4) |
| 제85회 | 9월 8일   | 검은 산 푸른 희망 (특별출연:노영심)      |                 |
| 제86회 | 9월 15일  | 검은 산 푸른 희망 (특별출연:노영심)      |                 |
| 제87회 | 9월 29일  | 눈물                                     |                 |
| 제88회 | 10월 6일  | 개성과 컴플렉스                          |                 |
| 제89회 | 10월 20일 | 94.9                                     |                 |
| 제90회 | 10월 27일 | 가을 바람 불어오면                       |                 |
| 제91회 | 11월 3일  | 종이 비행기                              |                 |
| 제92회 | 11월 10일 | 꾳을 심는 남자들                         |                 |
| 제93회 | 11월 17일 | 혼자라고 느낄 때                         |                 |
| 제94회 | 11월 24일 | 파란 눈의 공포                           |                 |
| 제95회 | 12월 1일  | 가족 사진                                |                 |
| 제96회 | 12월 8일  | 어떤 기호품                              |                 |
| 제97회 | 12월 15일 | 무엇이 될고 하니...                      |                 |
| 제98회 | 12월 22일 | 세대 차이 입장 차이                      |                 |
| 제99회 | 12월 29일 | 진짜 사나이                              |                 |

#### 1995년
| 회차    | 방송 일자 | 부제 (서브 타이틀)         | 비고          |
| ------- | --------- | -------------------------- | ------------- |
| 제100회 | 1월 5일   | 목욕과 속옷                | 100회 특집    |
| 제101회 | 1월 12일  | 대결                       |               |
| 제102회 | 1월 19일  | 파가니니를 좋아하세요?     |               |
| 제103회 | 1월 26일  | 참을 수 없는 존재의 외로움 |               |
| 제104회 | 2월 2일   | 삐삐                       |               |
| 제105회 | 2월 9일   | 선생님, 사랑해요           |               |
| 제106회 | 2월 16일  | 내 마음의 보석 상자        | 시즌 1 최종회 |

### 시즌 2

#### 1995년
| 회차    | 방송 일자 | 부제 (서브 타이틀)   | 비고       |
| ------- | --------- | -------------------- | ---------- |
| 제107회 | 3월 9일   | 햇빛쬐는 날          | 시즌2 첫회 |
| 제108회 | 3월 16일  | 한다면 한다          |            |
| 제109회 | 3월 30일  | 이해와 오해          |            |
| 제110회 | 4월 6일   | 뿌린 대로 거두리라   |            |
| 제111회 | 4월 13일  | 점심방송             |            |
| 제112회 | 4월 20일  | 친구를 찾습니다      |            |
| 제113회 | 4월 27일  | 모성 본능            |            |
| 제114회 | 5월 4일   | 에덴의 동쪽          |            |
| 제115회 | 5월 11일  | 봄 소풍              |            |
| 제116회 | 5월 18일  | 어머니와 아들        |            |
| 제117회 | 5월 25일  | 소지품 검사와 우석   |            |
| 제118회 | 6월 1일   | 첫 사랑              |            |
| 제119회 | 6월 8일   | 난 할 수 있다        |            |
| 제120회 | 6월 15일  | 농구화 소동          |            |
| 제121회 | 6월 22일  | 한 여름 밤의 꿈      |            |
| 제122회 | 7월 6일   | 빨간 우산            |            |
| 제123회 | 7월 13일  | 우선 순위            |            |
| 제124회 | 7월 20일  | 모범생과 말썽 꾸러기 |            |
| 제125회 | 7월 27일  | 외갓집에서 생긴 일   |            |
| 제126회 | 8월 3일   | 1박 2일              |            |
| 제127회 | 8월 10일  | 검은 그림자          |            |
| 제128회 | 8월 17일  | 어른이 되면          |            |
| 제129회 | 8월 24일  | 질투 유발 작전       |            |
| 제130회 | 8월 31일  | 우정의 끝            |            |
| 제131회 | 9월 7일   | 두 마리 토끼         |            |
| 제132회 | 9월 14일  | 상처                 |            |
| 제133회 | 9월 21일  | 붕대와 스타킹        |            |
| 제134회 | 9월 28일  | 어떤 비밀            |            |
| 제135회 | 10월 5일  | 친구의 용기          |            |
| 제136회 | 10월 12일 | 중간고사 시험기간    |            |
| 제137회 | 10월 19일 | 남자 다워지는 법     |            |
| 제138회 | 10월 26일 | 우리에게 소중한 것   |            |
| 제139회 | 11월 2일  | 가족의 소중함        |            |
| 제140회 | 11월 23일 | 재경이의 용기        |            |
| 제141회 | 11월 30일 | 어디로 가나?         |            |
| 제142회 | 12월 14일 | 무거운 입            |            |
| 제143회 | 12월 21일 | 외로운 친구          |            |
| 제144회 | 12월 28일 | 지킬건 지켜야 한다   |            |

#### 1996년
| 회차    | 방송 일자 | 부제 (서브 타이틀)             | 비고   |
| ------- | --------- | ------------------------------ | ------ |
| 제145회 | 1월 4일   | 미팅 그리고 거짓말             |        |
| 제146회 | 1월 11일  | 새벽을 여는 아이들             |        |
| 제147회 | 1월 18일  | 겨울 여행                      |        |
| 제148회 | 1월 25일  | 겨울 여행                      |        |
| 제149회 | 2월 1일   | 사랑, 포옹, 그리고 거래의 대가 |        |
| 제150회 | 2월 8일   | 아무도 믿어 주지 않는 세상     |        |
| 제151회 | 2월 15일  | 비밀 스런 외출                 |        |
| 제152회 | 2월 22일  | 늦겨울에 부는 바람             |        |
| 제153회 | 2월 29일  | 예정된 이별                    |        |
| 제154회 | 3월 6일   | 새로운 탄생                    |        |
| 제155회 | 3월 13일  | 남자는 무엇으로 사는가?        |        |
| 제156회 | 3월 20일  | 나는 정말 2학년?               |        |
| 제157회 | 3월 27일  | 봄 그리고 설레임               |        |
| 제158회 | 4월 3일   | 어려운 고백                    |        |
| 제159회 | 4월 10일  | 제가 바라는 건요               |        |
| 제160회 | 4월 17일  | 나만이 가질 수 있는 멋         |        |
| 제161회 | 4월 24일  | 아이큐 인생?                   |        |
| 제162회 | 5월 1일   | 지금은 헤어져도                |        |
| 제163회 | 5월 8일   | 할머니께 쓰는 편지             |        |
| 제164회 | 5월 15일  | 보이지 않는 사랑               |        |
| 제165회 | 5월 22일  | 꿈꾸는 자는 행복하다           |        |
| 제166회 | 5월 29일  | 주영이의 팥죽                  |        |
| 제167회 | 6월 5일   | 여자의 우정은                  |        |
| 제168회 | 6월 19일  | 달팽이의 뿔                    |        |
| 제169회 | 6월 26일  | 어느날 갑자기                  |        |
| 제170회 | 7월 3일   | 아인슈타인에서 김건모까지      |        |
| 제171회 | 7월 10일  | 낭만이 뭐길래                  |        |
| 제172회 | 7월 17일  | 쌍둥이의 외갓집                |        |
| 제173회 | 7월 24일  | 달빛 소나타                    |        |
| 제174회 | 8월 7일   | 나의 아름다운 열다섯 번째 여름 |        |
| 제175회 | 8월 14일  | 나의 아름다운 열다섯 번째 여름 | 최종회 |